# Rivalidad entre Sporting Cristal y Universitario de Deportes
La rivalidad entre Sporting Cristal y Universitario de Deportes es considerada uno de los clásicos de fútbol más importantes del Perú. Dicho encuentro es llamado en algunas ocasiones como el clásico moderno del fútbol peruano. Ambos clubes son los que consiguieron un mayor número de títulos desde que comenzaron a disputarse los Campeonatos Descentralizados a partir de 1966, esta sucesión de títulos hizo que existiera una gran rivalidad entre ambas escuadras.
Los enfrentamientos entre ambos equipos generan gran expectativa en la afición, debido a que en cada uno de los encuentros que se disputaron, siempre predominó la calidad y el buen fútbol de cada uno de sus jugadores. Desde el primer encuentro disputado en 1956, los dos clubes se han enfrentado en 249 oportunidades, Universitario de Deportes ha conseguido 93 victorias, mientras que Sporting Cristal ha logrado 82 triunfos.
El primer clásico terminó empatado 2:2 con goles de Daniel Ruiz en dos ocasiones para los cremas mientras que Roberto Martínez y Enrique Vargas marcaron para los celestes. La máxima goleada en estos enfrentamientos es de 4:0 favorable a Sporting Cristal en 1988, 2003 (ambos equipos disputaron el encuentro con futbolistas sub-20) y 2013. El mismo marcador favoreció a Universitario de Deportes en la Copa Libertadores 1989.

## Historia

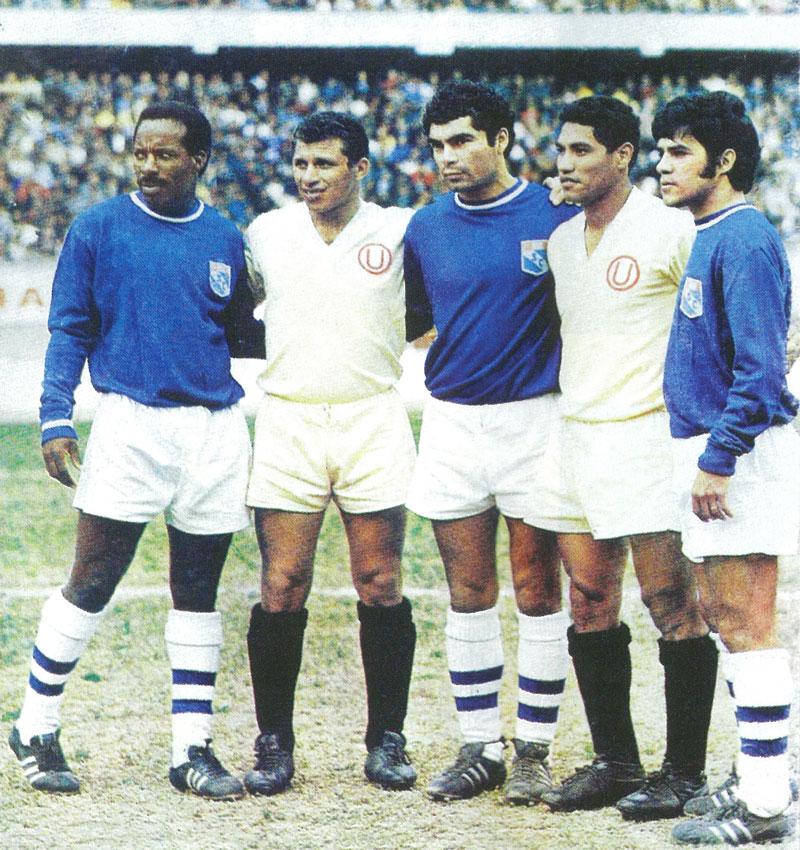
Jugadores de Universitario de Deportes y Sporting Cristal antes de un encuentro en 1971.

El antagonismo entre ambos clubes surgió desde fines de la década de 1950. Sporting Cristal fue fundado el 13 de diciembre de 1955 con el nombre de «Sporting Cristal Backus» por iniciativa de Ricardo Bentín Mujica y Esther Grande de Bentín en el distrito del Rímac, al adquirir la base del Sporting Tabaco. Con el objetivo de construir un equipo profesional de fútbol y de aportar en la vida de los deportistas priorizando el desarrollo humano y el crecimiento profesional. Por su parte, Universitario de Deportes fue fundado el 7 de agosto de 1924 con el nombre de «Federación Universitaria» por un grupo de jóvenes estudiantes, principalmente de la Universidad Nacional Mayor de San Marcos, con el fin de fomentar con profundo sentido nacional la práctica del deporte del fútbol en los estudiantes universitarios, para la mejor salud mental y física de sus cultores.
Sporting Cristal ha participado de todas las temporadas de la Primera División del Perú desde 1956, mientras que Universitario de Deportes ha participado de todas las temporadas de la Primera División del Perú desde 1928. En torneos internacionales oficiales organizados por la Confederación Sudamericana de Fútbol, la mejor campaña de Universitario fue en la Copa Libertadores de 1972 cuando fue finalista, mientras que la mejor campaña de Sporting Cristal fue en la Copa Libertadores como finalista en la edición de 1997.

### Primer clásico
El primer duelo de este clásico se produjo el 30 de septiembre de 1956, cuando por el Campeonato Peruano de Fútbol de ese año, Sporting Cristal y Universitario de Deportes empataron 2:2 en el Estadio Nacional del Perú.
|    | Guardameta     | Rafael Asca      |  |
|    | Defensa        | Alfredo Cavero   |  |
|    | Defensa        | Adolfo Donayre   |  |
|    | Defensa        | Dante Rovai      |  |
|    | Centrocampista | Antonio García   |  |
|    | Centrocampista | Roberto Martínez |  |
|    | Delantero      | Urbano Farfán    |  |
|    | Delantero      | Carlos Zunino    |  |
|    | Delantero      | Antonio Sacco    |  |
|    | Delantero      | Enrique Vargas   |  |
|    | Delantero      | Faustino Delgado |  |
| DT | DT             | Luis Tirado      |  |

|    | Guardameta     | Joel Gonzáles    |  |
|    | Defensa        | Ismael Soria     |  |
|    | Defensa        | Antonio Cruz     |  |
|    | Defensa        | Víctor Salas     |  |
|    | Centrocampista | Francisco Croas  |  |
|    | Centrocampista | René Gutiérrez   |  |
|    | Delantero      | Jacinto Villalba |  |
|    | Delantero      | Rolando Rodrich  |  |
|    | Delantero      | Manuel Márquez   |  |
|    | Delantero      | Alberto Terry    |  |
|    | Delantero      | Daniel Ruiz      |  |
| DT | DT             | Arturo Fernández |  |

|  | 14' | Roberto Martínez |
|  | 32' | Enrique Vargas   |

|  | 23' | Daniel Ruiz |
|  | 42' | Daniel Ruiz |

| Árbitro | Alberto Tejada |

|    | Guardameta     | Rafael Asca      |  |
|    | Defensa        | Alfredo Cavero   |  |
|    | Defensa        | Adolfo Donayre   |  |
|    | Defensa        | Dante Rovai      |  |
|    | Centrocampista | Antonio García   |  |
|    | Centrocampista | Roberto Martínez |  |
|    | Delantero      | Urbano Farfán    |  |
|    | Delantero      | Carlos Zunino    |  |
|    | Delantero      | Antonio Sacco    |  |
|    | Delantero      | Enrique Vargas   |  |
|    | Delantero      | Faustino Delgado |  |
| DT | DT             | Luis Tirado      |  |

|    | Guardameta     | Joel Gonzáles    |  |
|    | Defensa        | Ismael Soria     |  |
|    | Defensa        | Antonio Cruz     |  |
|    | Defensa        | Víctor Salas     |  |
|    | Centrocampista | Francisco Croas  |  |
|    | Centrocampista | René Gutiérrez   |  |
|    | Delantero      | Jacinto Villalba |  |
|    | Delantero      | Rolando Rodrich  |  |
|    | Delantero      | Manuel Márquez   |  |
|    | Delantero      | Alberto Terry    |  |
|    | Delantero      | Daniel Ruiz      |  |
| DT | DT             | Arturo Fernández |  |

|  | 14' | Roberto Martínez |
|  | 32' | Enrique Vargas   |

|  | 23' | Daniel Ruiz |
|  | 42' | Daniel Ruiz |

| Árbitro | Alberto Tejada |

### Rivalidad

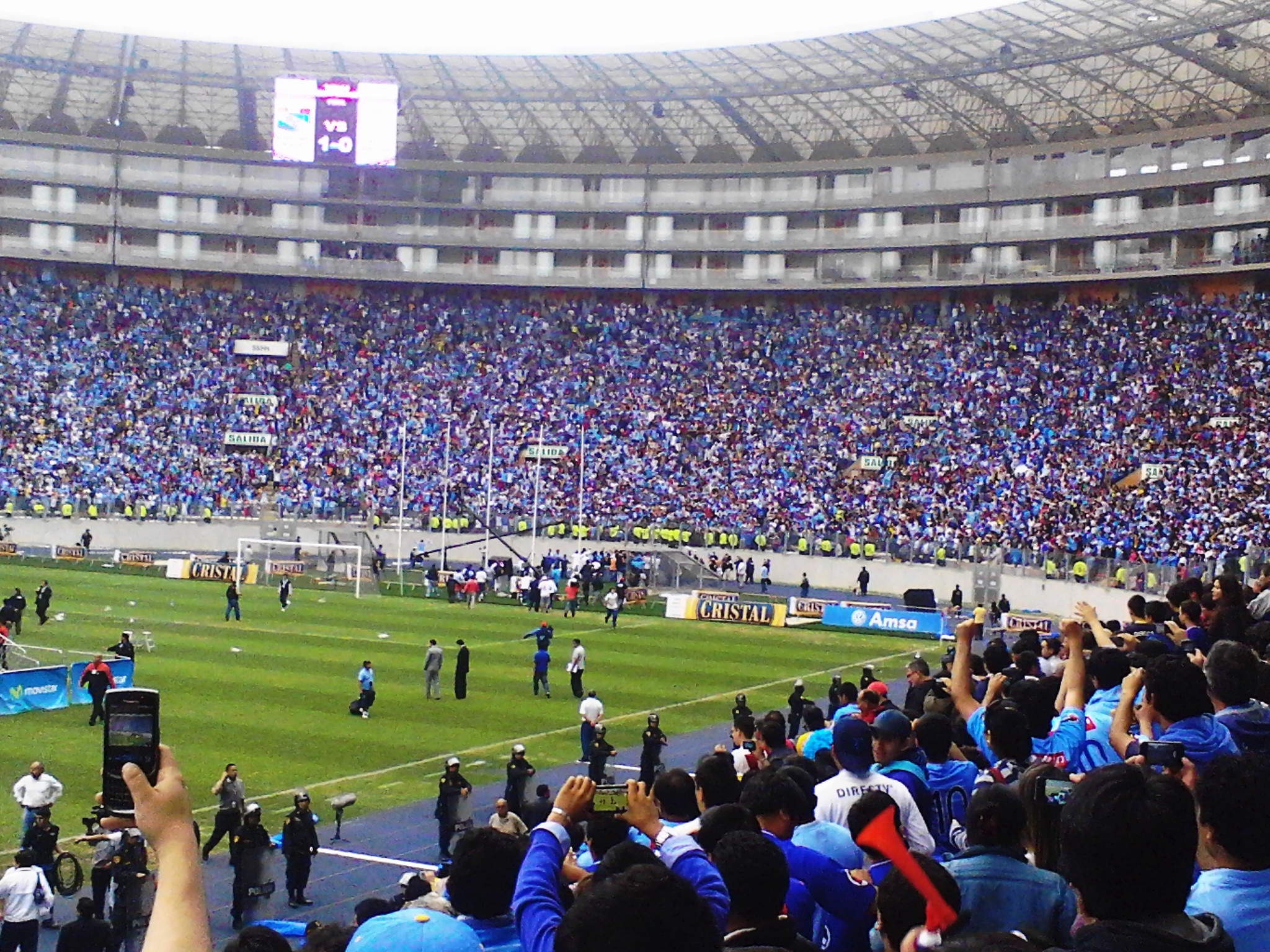
Barra popular Extremo Celeste de Sporting Cristal.

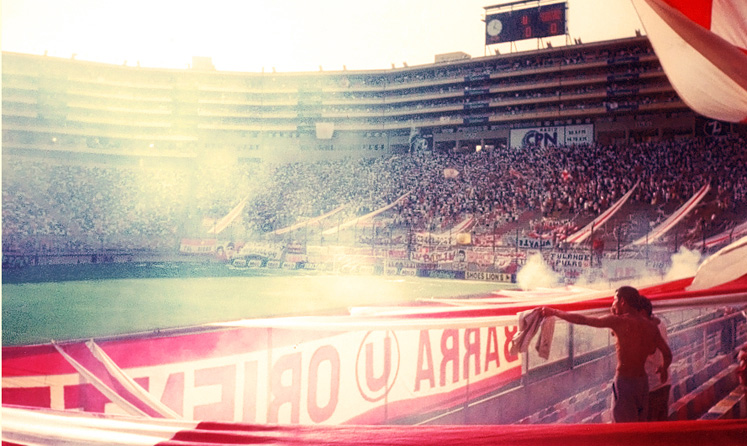
La Trinchera Norte vista desde la Barra U Oriente en el Estadio Monumental.

Uno de los principales motivos de esta enemistad entre ambos clubes se debe a una serie de traspasos de futbolistas emblemáticos de Universitario de Deportes a Sporting Cristal, comenzando en el año de 1959 con el fichaje de Alberto Terry y posteriormente los fichajes de Héctor Chumpitaz, Eleazar Soria, Percy Rojas, Héctor Bailetti, Juan Carlos Oblitas y Oswaldo Ramírez en 1977.
Otra de las causas de ésta gran rivalidad entre cremas y celestes es la cantidad de participaciones internacionales que ambos clubes han tenido en torneos oficiales organizados por la Confederación Sudamericana de Fútbol, siendo Universitario de Deportes y Sporting Cristal los conjuntos peruanos que más copas disputaron con 49 participaciones. A todo esto habría que sumarle la popularidad de ambos clubes, ya que diversas encuestas ubican a ambos equipos en los primeros lugares de preferencias junto con Alianza Lima.
Son los únicos clubes peruanos en conseguir un tricampeonato en la era descentralizada de la Primera División del Perú. El primer tricampeón peruano fue de Sporting Cristal en los años 1994, 1995 y 1996, mientras que posteriormente Universitario de Deportes lo consiguió en 1998, 1999 y 2000. También, son los únicos clubes peruanos que han logrado disputar la final de la Copa Libertadores de América. Universitario llegó a esa instancia en 1972 y Cristal lo hizo en 1997.
En el año 2006 Sporting Cristal celebró su 50° Aniversario, por tal motivo organizó un cuadrangular internacional teniendo como invitados a Cerro Porteño, Liga Deportiva Universitaria de Quito y Universitario de Deportes. El equipo crema no solo ganó el trofeo en disputa, sino que goleó en la final a los celestes por 4:0. Sin embargo, el resultado no se toma en cuenta para estas estadísticas oficiales por tratarse de un encuentro amistoso.

### Hechos de violencia
Los hechos de violencia en este clásico se hicieron fuertes en la década de 1990, con el surgimiento de las barras bravas de ambos clubes. En abril de 1991, después de un encuentro disputado en el Estadio Lolo Fernández por el Torneo Metropolitano de aquel año que terminó con victoria de Cristal, la Trinchera Norte incendió el bus donde se trasladaban los futbolistas de Sporting Cristal. La evacuación fue rápida y todos pudieron ponerse a salvo antes de que el incendio se consumara.
El 27 de octubre de 1996, Sporting Cristal consiguió el primer tricampeonato del fútbol peruano al empatar con Universitario por la penúltima fecha del torneo de ese año. Concluido el encuentro, la Trinchera Norte invadió el campo de juego para evitar las celebraciones lo que ocasionó el ingreso también del Extremo Celeste a la cancha. Finalmente, se pudo gestar el orden y continuó la vuelta olímpica por el título de los celestes.
En marzo de 2021, hinchas de Universitario ingresaron al Estadio Alberto Gallardo en horas de la madrugada y realizaron pintas en las tribunas y en la fachada del recinto celeste, algunos días después como respuesta, hinchas de Sporting Cristal llegaron clandestinamente al Estadio Monumental para luego protagonizar actos vandálicos, entre ellos, destruir la estatua de Teodoro Fernández Meyzán (ídolo del cuadro crema), ante ello en un comunicado, ambos equipos expresaron su total rechazo a los actos de violencia cometidos por barristas de Cristal.

## Estadísticas

### Historial
| Torneo                    | PJ  | GSC | E  | GU | GolSC | GolU |
| ------------------------- | --- | --- | -- | -- | ----- | ---- |
| Primera División del Perú | 208 | 68  | 62 | 78 | 282   | 274  |
| Copa Libertadores         | 14  | 3   | 6  | 5  | 15    | 24   |
| Total oficial             | 222 | 71  | 68 | 83 | 297   | 298  |
| Amistosos                 | 27  | 11  | 6  | 10 | 43    | 49   |
| Total general             | 249 | 82  | 74 | 93 | 340   | 347  |

### Últimos 10 partidos
| Año  | Competición          | Local                     | Resultado | Visitante                 |
| ---- | -------------------- | ------------------------- | --------- | ------------------------- |
| 2020 | Play-offs 2020       | Universitario de Deportes | 1:2       | Sporting Cristal          |
| 2020 | Play-offs 2020       | Sporting Cristal          | 1:1       | Universitario de Deportes |
| 2021 | Torneo Clausura 2021 | Sporting Cristal          | 2:2       | Universitario de Deportes |
| 2022 | Torneo Apertura 2022 | Universitario de Deportes | 1:1       | Sporting Cristal          |
| 2022 | Torneo Clausura 2022 | Sporting Cristal          | 0:0       | Universitario de Deportes |
| 2023 | Torneo Apertura 2023 | Universitario de Deportes | 2:0       | Sporting Cristal          |
| 2023 | Torneo Clausura 2023 | Sporting Cristal          | 0:0       | Universitario de Deportes |
| 2024 | Torneo Apertura 2024 | Universitario de Deportes | 4:1       | Sporting Cristal          |
| 2024 | Torneo Clausura 2024 | Sporting Cristal          | 2:1       | Universitario de Deportes |
| 2025 | Torneo Apertura 2025 | Universitario de Deportes | 2:0       | Sporting Cristal          |

## Partidos definitorios
A lo largo de 68 años de rivalidad, Sporting Cristal y Universitario de Deportes han disputado entre sí varias finales de campeonatos y clásicos decisivos. Sporting Cristal lleva ventaja en los clásicos definitorios donde ha ganado tres definiciones en el medio local, siendo dos de estas en finales por un título de Primera División (1988, 2020). Universitario, por su parte, superó a su rival en un clásico definitorio en el medio local, este fue en la final por un título de Primera División (1998).
- Para obtener mayor detalle sobre las finales y partidos decisivos disputados entre ambos clubes, véase clásicos definitorios.